# Ge Fei
|  | No s'ha de confondre amb Ge Fei (escriptor). |

Ge Fei (en xinès: 葛菲; en pinyin: Gě Fēi) (Nantong, República Popular de la Xina 1975) és una jugadora de bàdminton xinesa, ja retirada, guanyadora de dues medalles olímpiques.

## Biografia
Va néixer el 9 d'octubre de 1975 a la ciutat de Nantong, població situada a la província de Jiangsu. Està casada amb el també jugador de bàdminton Sun Jun.

## Carrera esportiva
Va participar, als 22 anys, en els Jocs Olímpics d'Estiu de 1996 realitzats a Atlanta (Estats Units), on va aconseguir guanyar la medalla d'or en la prova femenina de dobles fent parella amb Gu Jun. En els Jocs Olímpics d'Estiu de 2000 realitzats a Sydney (Austràlia) va aconseguir revalidar el seu títol olímpic, i a més participà en la competició de dobles mixtos amb Liu Yong, finalitzant novena.
Al llarg de la seva carrera ha guanyat cinc medalles en el Campionat del Món de bàdminton, entre elles tres medalles d'or, cinc medalles en el Campionat d'Àsia, totes elles d'or, i quatre medalles en els Jocs Asiàtics, dues d'or i dues de bronze.